# Harvey Korman
Harvey Herschel Korman (Chicago (Illinois), 15 februari 1927 - Los Angeles (Californië), 29 mei 2008) was een Amerikaans acteur die vooral rollen in komische films en dito televisieseries had.
In de jaren 60 en 70 kreeg hij bekendheid met rollen in komische televisieseries als The Untouchables en The Carol Burnett Show.
Komische films waarin Korman zoal speelde, waren Blazing Saddles uit 1974, een cowboykomedie van Mel Brooks, en High Anxiety uit 1977 en History of the World: Part I uit 1981, eveneens films van Brooks. Verder was hij in dit genre te zien als professor Auguste Balls in Trail of the Pink Panther uit 1982 en in het vervolg Curse of the Pink Panther uit 1983.
Als stemacteur vertolkte hij The Great Gazoo in de televisieserie The Flintstones uit 1966. Eveneens trad hij op als aangever in diverse shows van de komiek Danny Kaye.
Bij elkaar won hij vier Emmy Awards en een Golden Globe. Harvey Korman overleed op 81-jarige leeftijd ten gevolge van complicaties veroorzaakt door de scheuring van een aneurysma. Hij werd begraven aan de Woodlawn Memorial Cemetery in Santa Monica.
- Biblioteca Nacional de España: XX4872697
- Bibliothèque nationale de France: cb141944464 (data)
- Gemeinsame Normdatei: 1061579506
- International Standard Name Identifier: 0000 0001 1452 4065
- Library of Congress Control Number: n87860179
- MusicBrainz: 437cc781-cad1-47c8-bd7e-0901416b209b
- Nationale Bibliotheek van Israël: 987007327825105171
- SNAC: w6xd4r1d
- Trove: 1448478
- Virtual International Authority File: 95084579
- WorldCat: E39PBJqfFMqwqFVQfWpKbRVt8C